# Eremiaphila laeviceps
Eremiaphila laeviceps är en bönsyrseart som beskrevs av Lucien Chopard 1934. Eremiaphila laeviceps ingår i släktet Eremiaphila och familjen Eremiaphilidae. Inga underarter finns listade i Catalogue of Life.